# Stanmore (metrostation)
Stanmore is een station van de metro van Londen dat op 10 december 1932 werd geopend.

## Geschiedenis
Het station gebouwd door de Metropolitan Railway, de latere Metropolitan Line, als eindpunt van de nieuwe Stanmore-tak. In 1933 werd het OV in Londen genationaliseerd in de London Passenger Transport Board (LPTB). In 1934 besprak de technische commissie van de LPTB een voorstel om de Metropolitan Line naar het noorden door te trekken. Deze verlenging zou als alternatief voor of aanvulling op het plan om de Northern Line vanaf Edgware naar Elstree door te trekken dienen. Ten noorden van het station zou een bijna 2 km lange dubbelsporige tunnel worden gebouwd naar het geplande station Elstree South. De Metropolitan Line zou dan door kunnen rijden naar Bushey of Aldenham. In 1936 lag er een ander voorstel om de lijn tot Elstree door te trekken. De voorstellen waren echter niet opgenomen in het New Works Programme dat LPTB aan het parlement voorlegde. Na de Tweede Wereldoorlog werd het gebied rond Elstree als ecologische bufferzone bestempeld zodat de plannen ten noorden van Stanmore en Edgware werden geschrapt. 
Door de groei van het verkeer vormde de overgang van het viersporige bovengrondse traject op de dubbelsporige tunnel in de loop van de jaeren 20 en 30 een flessehals in de Metropolitan Line bij Finchley Road. Deze werd wel aangepakt door LTPB door de bouw van een aftakking aan de Bakerloo Line te maken om de Metropolitan Line te ontlasten. De zijtak van de Bakerloo Line zou bestaan uit de stations van de stopdienst tussen Finchley Road en Wembley Park, twee nieuwe stations ten zuiden van Finchley Road en de in 1932 geopende aftakking naar Stanmore. De werkzaamheden begonnen in 1936 en op 20 november 1939 begon de dienst van de Bakerloo Line naar Stanmore. Op 30 april 1979 ging de Stanmore-tak van de Bakerloo Line over op de Jubilee Line zodat Stanmore sindsdien het noordelijke eindpunt van de Jubilee Line is. 

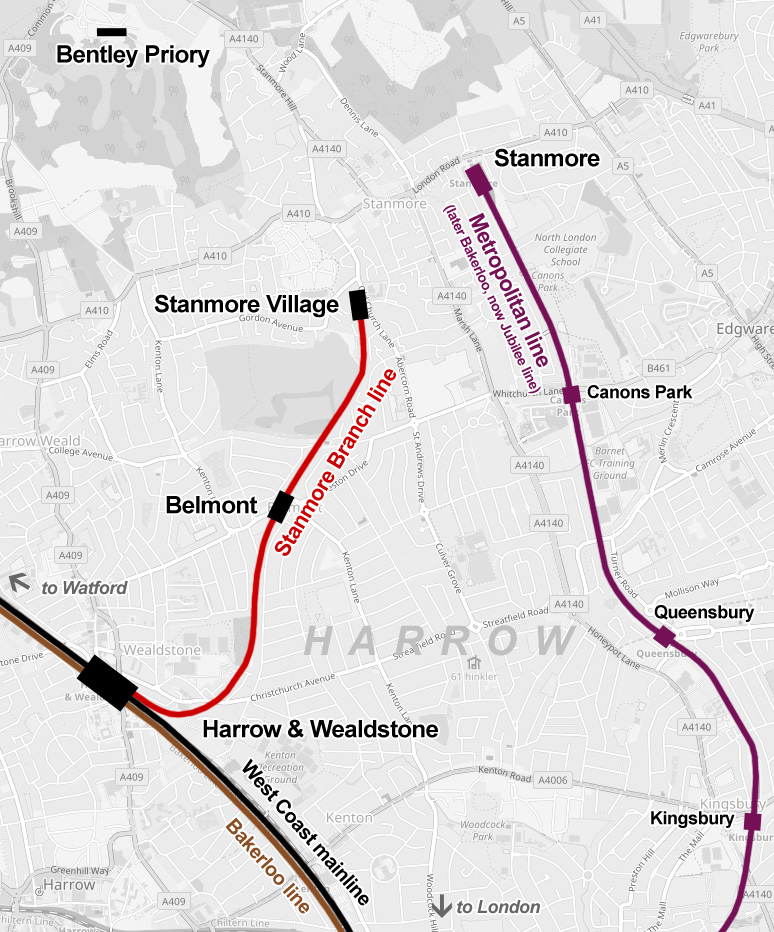
De concurrenten op de kaart
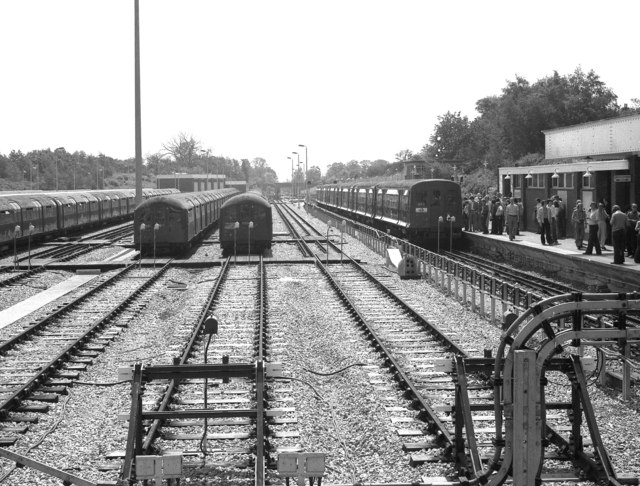
Kleinprofiel op de opstelsporen en grootprofiel langs het perron op 3 juli 1977
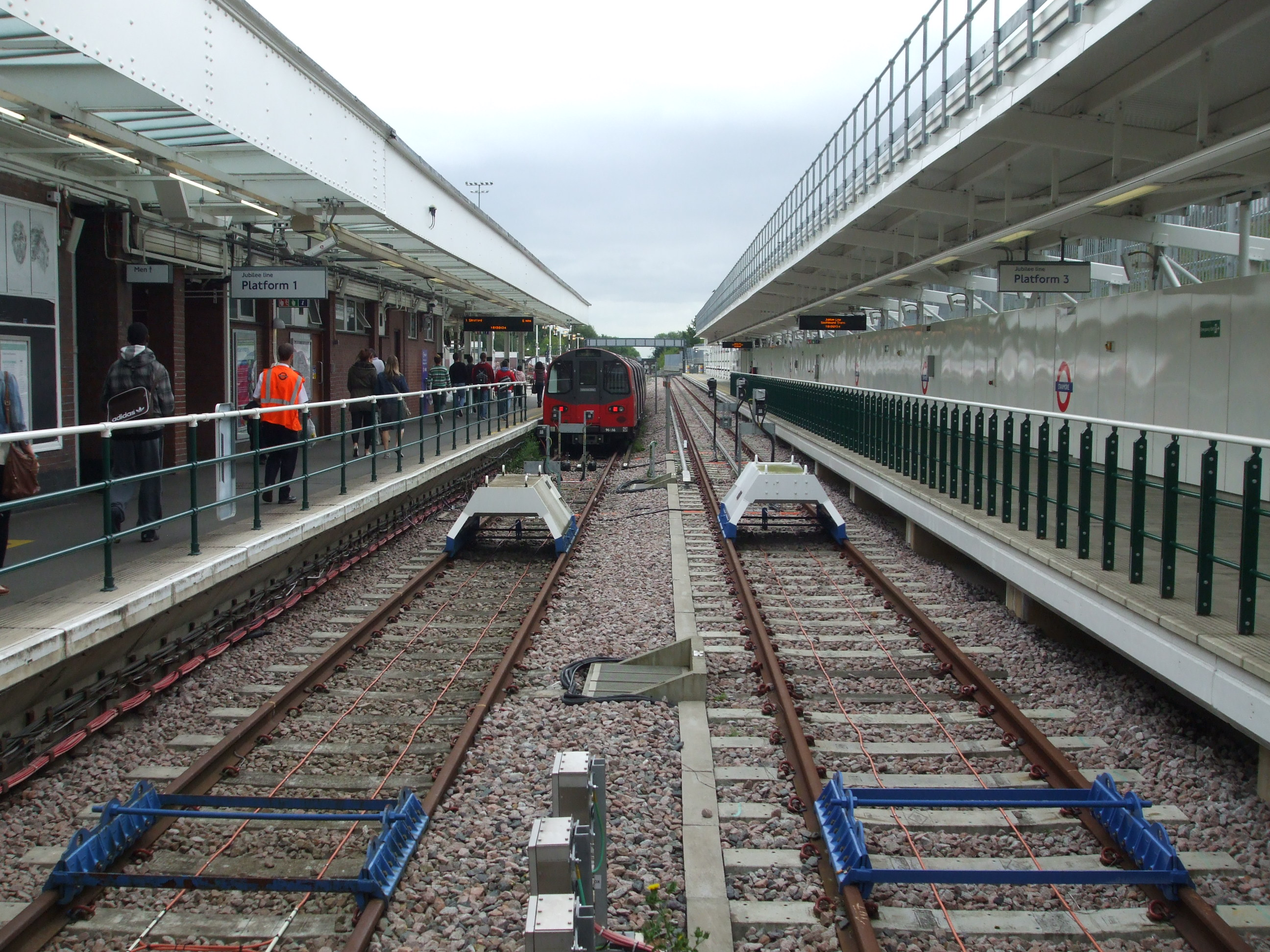
Het perron uit 1932 (links) en dat uit 2009 (rechts)

## Reizigersdienst
De stations langs de Stanmore-tak werden ontworpen door de huisarchitect van de Metropolitan Railway, Charles W. Clarke. Stanmore werd, net als die aan de Watford-tak, gebouwd in de stijl van metro-land, de grootschalige woonwijken die in het interbellum ten noordwesten van Londen werden gebouwd. Het stationsgebouw ligt hoger dan de sporen zodat het theoretisch mogelijk is om een tunnel onder het gebouw te leggen in het verlengde van de sporen. Met de snelle rechtstreekse diensten naar de binnenstad van Londen lokte de Metropolitan Railway forenzen in concurrentie met de London, Midland and Scottish Railway (LMS), die een treindienst verzorgde tussen Stanmore en Londen vanaf het treinstation Stanmore Village ongeveer 1 km ten westen van het metrostation. De langzamere LMS-treinen reden op de zijlijn tussen Stanmore en Harrow & Wealdstone, waar ze werden meegegeven aan of afgekoppeld van treinen van en naar Londen. Na 20 jaar concurreren met de Metropolitan Line sloot British Railways, de rechtsopvolger van LMS, Stanmore Village in 1952. 
In 2005 begon Transport for London met de bouw van een derde perron op het station om de frequentie op de Jubilee Line te kunnen opvoeren. Dit werd in de zomer van 2009 opgeleverd maar kon pas in gebruik worden genomen in juli 2011 nadat de beveiliging van het spoor was aangepast. Aan de oostkant van de perrons ligt een opstelterrein voor metrostellen. Omdat de lijn gebouwd is voor grootprofiel is het mogelijk dat grootprofiel materieel tot Stanmore rijdt. 
In de normale dienst rijden 12 metro's per uur naar Stratford. In de spitsuren zijn dat er 18 naar Stratford aangevuld met 3 naar North Greenwich. In de nachten van vrijdag op zaterdag en zaterdag op zondag rijdt de Nighttube 6 keer per uur.
Stanmore ·
Canons Park ·
Queensbury ·
Kingsbury ·
Wembley Park ·
Neasden ·
Dollis Hill ·
Willesden Green ·
Kilburn ·
West Hampstead ·
Finchley Road ·
Swiss Cottage ·
St. John's Wood ·
Baker Street ·
Bond Street ·
Green Park ·
Westminster ·
Waterloo ·
Southwark ·
London Bridge ·
Bermondsey ·
Canada Water ·
Canary Wharf ·
North Greenwich ·
Canning Town ·
West Ham ·
Stratford